# Wilbert Hazelzet
Wilbert Hazelzet, né le 20 novembre 1948 à La Haye, est un flûtiste néerlandais spécialisé dans le répertoire baroque, adepte de l'interprétation historiquement informée, soit l'interprétation sur instruments anciens (ou copies d'instruments anciens).

## Biographie
Après avoir obtenu son diplôme d'études secondaires, Hazelzet travaille dans diverses bibliothèques et suit une formation d'infirmier.
Encouragé par Kees Otten, Frans Vester et Frans Brüggen, il commence à jouer de la flûte traversière baroque en 1970 et devient membre en 1978 de l'ensemble Musica Antiqua Köln dirigé par Reinhard Goebel.
À partir de 1985, Hazelzet est le flûtiste soliste de l'Amsterdam Baroque Orchestra de Ton Koopman.
Il a enregistré non seulement toute la musique de chambre et presque tous les solos de flûte des cantates de Jean-Sébastien Bach, mais il a également interprété des œuvres de Telemann, Wilhelm Friedemann Bach, Wolfgang Amadeus Mozart et d'autres.
Hazelzet forme avec Jacques Ogg au clavecin et Konrad Junghänel au luth un trio qui se produit régulièrement.
Hazelzet est professeur de flûte traversière au Conservatoire royal de La Haye.

## Discographie sélective
- 1981 : Concerti da camera : Vivaldi, Mancini, Francesco Barbella - Gudrun Heyens, flûte à bec ; Wilbert Hazelzet, flûte ; Hajo Bäss, violon ; Musica Antiqua Köln, dir. Reinhard Goebel (novembre 1977/décembre 1980, Archiv) (OCLC 52204738)
- 1984 : Concertos Baroques français : Michel Blavet, Joseph Bodin de Boismortier, Pierre-Gabriel Buffardin, Michel Corrette et Jean-Baptiste Quentin - Musica Antiqua Köln, dir. Reinhard Goebel (avril 1981/juin 1983, Archiv) (OCLC 778628239)
- 1987 : Telemann, Concertos pour instruments à vent - Musica Antiqua Köln, dir. Reinhard Goebel (juin 1986, Archiv 419 633-2) (OCLC 950989026)
- 1993 : Musique à la cour de Louis XIV : Marais, Morel, Hotteterre, Blavet - Jaap ter Linden, viole de gambe ; Konrad Junghänel, luth et théorbe (décembre 1991, Deutsche Harmonia Mundi) (OCLC 41454506)
- 1997 : Musique pour flûte des élèves de Bach : Kirnberger, Goldberg, Abel, Krebs, Müthel - Jacques Ogg, clavecin ; Jaap ter Linden, violoncelle (janvier 1997, Glossa) (OCLC 884938142)